# Karl Elbs

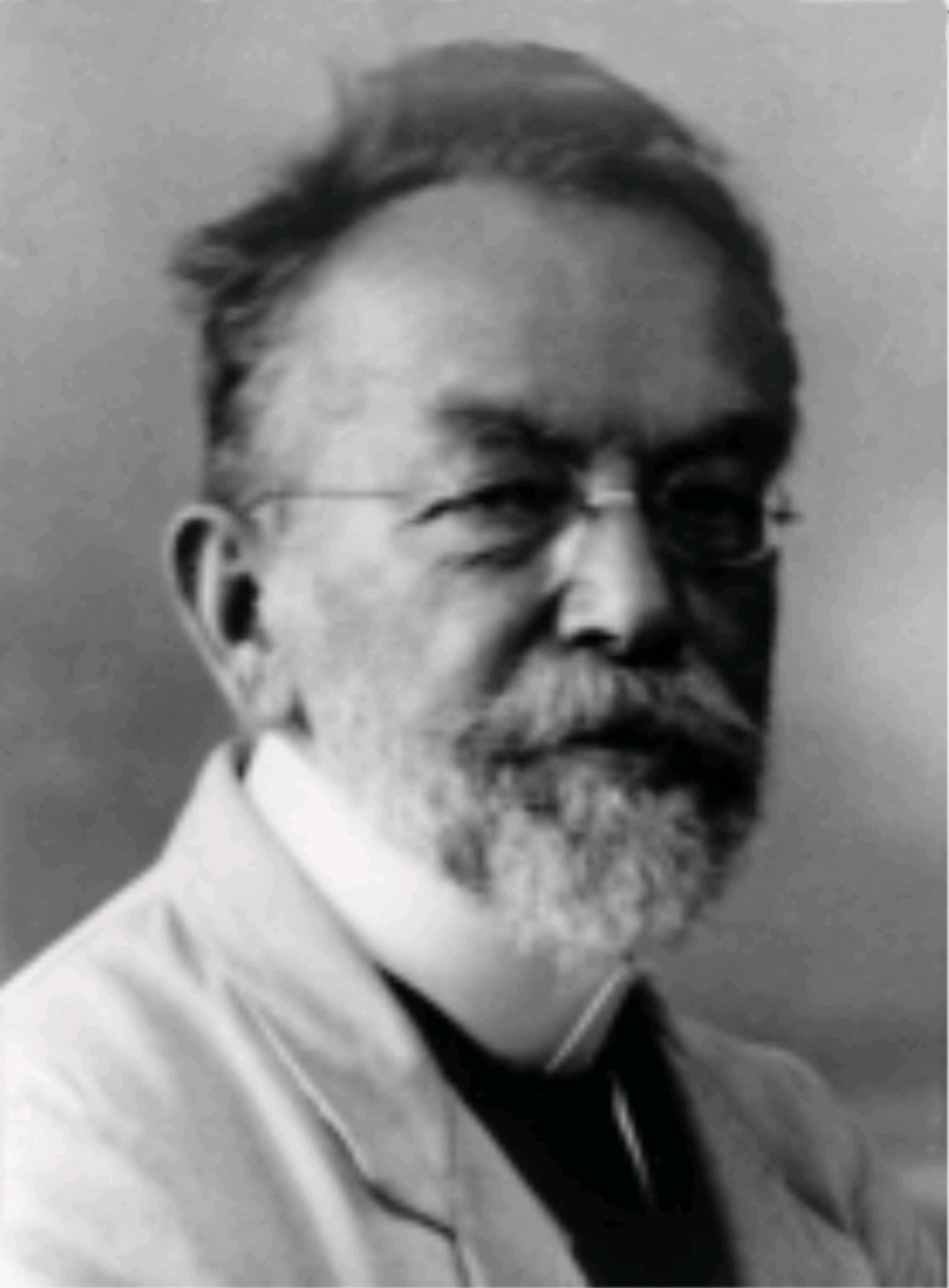
Karl Elbs (Justus-Liebig-Universität Gießen)

Karl Joseph Xaver Elbs (* 13. September 1858 in Alt-Breisach; † 24. August 1933 in Gießen) war ein deutscher Chemiker.

## Leben
Elbs wurde bei Adolf Claus an der Universität Freiburg mit dem Thema Beiträge zur Kenntniss des Amarins promoviert. Sein Doktorvater war Adolf Claus.  Er lehrte und forschte anschließend an der Universität Gießen.
Die Elbs-Oxidation ist nach Karl Elbs benannt und wurde 1893 von ihm beschrieben.

## Ehrungen
- 1893: Mitglied der Leopoldina